# Natalja Kulinicz
Natalja Kulinicz (ur. 19 lipca 1988 w Temyrtau) – kazachska siatkarka, grająca jako atakująca. Obecnie występuje w drużynie Irtysz Kazchrom.